# Iñaki Rivera Beiras
Iñaki Rivera Beiras (1958) és un jurista d'origen argentí, professor de Dret a la Universitat de Barcelona i director de l'Observatori del Sistema Penal i Drets Humans des de la seva creació fins a l'actualitat. Iñaki Rivera porta més de 30 anys qüestionant el sistema d'aïllament (DERT) i el tracte que reben els interns a les presons catalanes.
Gràcies a les seues visites setmanals als centres penitenciaris catalans i pel fet d'estar en contacte directe amb persones preses i les seues famílies, ha alertat de la indefensió i la vulneració de drets fonamentals que es produeix dins les presons, afirmant que aquestes no són la solució als problemes socials i proposant programes d'excarceració en àmbits de llibertat a fi d'estalviar l'experiència deshumanitzadora que suposa la presó.
L'any 2019, Iñaki Rivera fou denunciat pels sindicats de carcellers (CCOO, CSIF i ACAIP) per un presumpte delicte de calúmnies després d'haver afirmat en un programa de TV3 que a les presons «hi ha tortures, hi ha maltractaments i hi ha vexacions». Per aquest motiu, l'organització internacional Front Line Defenders expressà a través d'un comunicat el seu suport a Rivera i la preocupació pels «atacs freqüents» a l'Estat espanyol contra els defensors dels drets humans.

## Obra publicada
- 2020 Pandemia. Derechos Humanos, Sistema Penal y Control Social (en tiempos de coronavirus). València: Tirant Lo Blanch, 2020. ISBN 978-84-1355-439-6.[8]
- 2017 Descarcelación: principios para una política pública de reducción de la cárcel (desde un garantismo radical). València: Tirant Lo Blanch, 2017. [[Especial:Fonts bibliogràfiques/978-84-9143-704-8|ISBN 978-84-9143-704-8]].
- 2016 Josep García Borés Espí i Iñaki Rivera Beiras (coords.). La cárcel dispar: retóricas de legitimación y mecanismos externos para la defensa de los Derechos Humanos en el ámbito penitenciario. Barcelona: Editorial Bellaterra, 2016. [[Especial:Fonts bibliogràfiques/978-84-7290-792-8|ISBN 978-84-7290-792-8]]
- 2014 Delitos de los Estados, de los mercados y daño social: debates en criminología crítica y sociología jurídico-penal. Barcelona: Anthropos Editorial, 2014. [[Especial:Fonts bibliogràfiques/978-84-15260-80-6|ISBN 978-84-15260-80-6]].
- 2010 Iñaki Rivera Beiras i Mónica Aranda Ocaña (coords.); autors: Maria Carmen Galea Martín, et al. Drets de les persones privades de llibertat: guia catalana de recursos jurídics. Barcelona: Publicacions i Edicions Universitat de Barcelona, 2010. [[Especial:Fonts bibliogràfiques/978-84-475-3413-5|ISBN 978-84-475-3413-5]].
- 2010 Memoria colectiva como deber social (amb Roberto Bergalli) ISBN 978-84-7658-963-2[9]
- 2009 Género y dominación: críticas feministas del derecho y el poder (amb diversa autoria) ISBN 978-84-7658-916-8[10]
- 2007 Emergencias urbanas (amb Roberto Bergalli) ISBN 978-84-7658-803-1[11]
- 2007 Jóvenes y adultos: el difícil vínculo social (amb Roberto Bergalli) ISBN 978-84-7658-833-8[12]
- 2006 Torturas y abusos de poder (amb Roberto Bergalli) ISBN 978-84-7658-788-1[13]
- 2006 Contornos y pliegues del derecho: homenaje a Roberto Bergalli. Barcelona: Anthropos, 2006. ISBN 9788476587751.
- 2005 Recorridos y posibles formas de la penalidad. Barcelona: Anthropos, 2005. [[Especial:Fonts bibliogràfiques/84-7658-726-0|ISBN 84-7658-726-0]].
- 2005 Política criminal y sistema penal: viejas y nuevas racionalidades punitivas. Barcelona: Anthropos, 2005. ISBN 9788476587201.
- 2004 Mitologías y discursos sobre el castigo: historia del presente y posibles escenarios. Rubí: Anthropos Editorial. [[Especial:Fonts bibliogràfiques/84-7658-699-X|ISBN 84-7658-699-X]].
- 1999 La cárcel en España en el fin del milenio (a propósito del vigésimo aniversario de la Ley orgánica general penitenciaria). Barcelona: María Jesús Bosch, 1999. [[Especial:Fonts bibliogràfiques/84-89591-11-3|ISBN 84-89591-11-3]].
- 1998 El problema de los fundamentos de la intervención jurídico-penal: las teorías de la pena. Esplugues de Llobregat: Signo, 1998. [[Especial:Fonts bibliogràfiques/84-8049-178-7|ISBN 84-8049-178-7]].
- 1997 La devaluación de los derechos fudamentales de los reclusos: la construcción jurídica de un ciudadano de segunda categoría. Barcelona: José María Bosch, 1997. [[Especial:Fonts bibliogràfiques/84-7698-464-2|ISBN 84-7698-464-2]].
- 1996 La cárcel en el sistema penal: un análisis estructural. Barcelona: Editorial Bosch, 1996. [[Especial:Fonts bibliogràfiques/84-89591-05-9|ISBN 84-89591-05-9]].
- 1996 La devaluación de los derechos fundamentales de los reclusos: la cárcel, los movimientos sociales y una "cultura de la resistencia". Barcelona: Publicacions Universidad de Barcelona, 1996. [[Especial:Fonts bibliogràfiques/84-475-1467-6|ISBN 84-475-1467-6]].
- 1994 Tratamiento penitenciario y derechos fundamentales. Barcelona: J.M. Bosch, 1994. [[Especial:Fonts bibliogràfiques/84-7698-290-9|ISBN 84-7698-290-9]].
- 1992 Cárcel y derechos humanos: un enfoque relativo a la defensa de los derechos fundamentales de los reclusos. Barcelona: J.M. Bosch. [[Especial:Fonts bibliogràfiques/84-7698-197-X|ISBN 84-7698-197-X]].